# ل لوک
ل لوک (به فرانسوی: Le Luc) یک کامین در فرانسه است که در Canton of Le Luc واقع شده‌است.

## خصوصیات
ل لوک ۴۴٫۱۶ کیلومترمربع مساحت و ۸٬۸۲۵ نفر جمعیت دارد و ۱۵۰ متر بالاتر از سطح دریا واقع شده‌است.